# Preistoria della Slovacchia
La preistoria della Slovacchia arriva fino alla conquista romana.

## Età della pietra

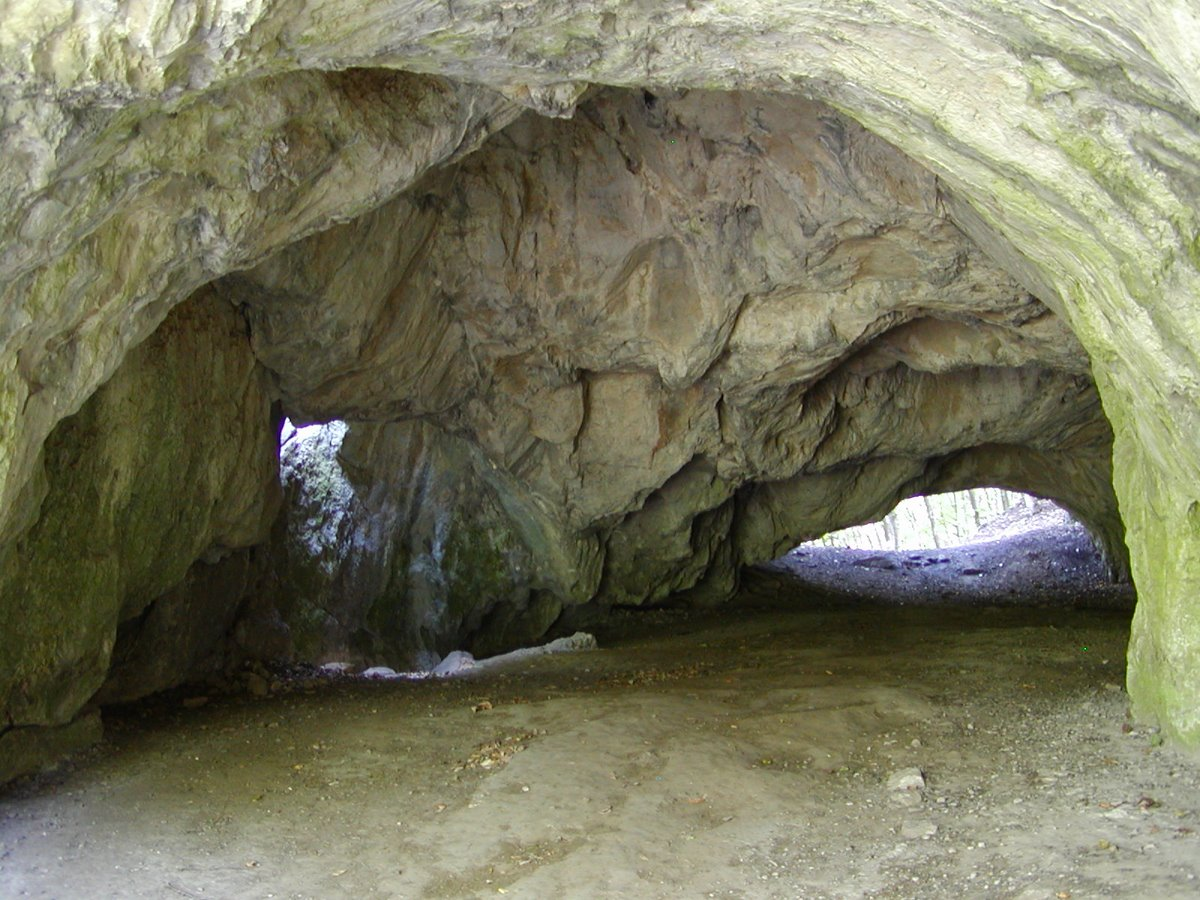
La grotta di Čertova pec, importante sito paleolitico.

### Paleolitico
I più antichi reperti trovati in territorio slovacco, in particolare nella zona a nord di Bratislava, fanno risalire la presenza umana in questa regione al Paleolitico inferiore. Si tratta per lo più di pietre lavorate in tecnica olduvaiana databili fra 600.000 e 300.000 anni fa.
Resti della cultura acheuleana paiono essere stati ritrovati presso Bratislava, mentre strumenti costruiti secondo la tecnica clactoniana sono stati ritrovati soprattutto nei siti archeologici di Nové Mesto nad Váhom e nella Slovacchia orientale, ovvero a Vyšné Ružbachy e nella valle dell'Hornád a sud di Košice (Milhosť, Seňa, Čaňa e Poľov).
Utensili in pietra risalenti al Paleolitico medio sono stati rinvenuti lungo tutta la valle del fiume Váh, soprattutto nella grotta del Preposto (Prepoštská jaskyňa) vicino Bojnice e in altri siti vicini, ma le scoperte più importanti per quel periodo sono un cranio di Homo neanderthalensis del CC millennio a.C., emerso vicino Gánovce, e altri resti ossei di Neanderthal ritrovati presso Šaľa. Altri ritrovamenti di questo periodo si concentrano nell'alta valle del fiume Hornád. La cultura dei Neanderthal portò importanti innovazioni tecnologiche, economiche, spirituali e insediative.

Durante il mousteriano gli insediamenti si intensificarono (a Bojnice, ad esempio) e si spostarono su zone più alte e periferiche, tanto nella Slovacchia orientale (valle del Laborec) che in quella occidentale (valle del Teplica).

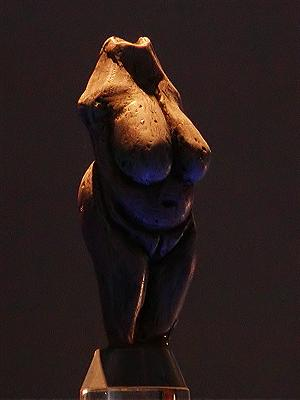
La Venere di Moravany, custodita nel Museo Nazionale Slovacco

La fase di transizione al Paleolitico superiore è caratterizzata dalla cultura szeletiana (circa 40000 anni fa), che si sviluppò lungo tutto il Danubio e di cui rimangono principalmente caratteristiche punte "a foglia". La Slovacchia orientale sperimentò la cultura aurignaziana (42000 a.C. - 22000 a.C.), di cui rimangono bulini e spatole ricavate in selce, nonché punte di lancia in osso. Portatori di questa cultura erano gli Homo sapiens.

La cultura più importante del paleolitico in Slovacchia fu la gravettiana, databile in Slovacchia dal 30000 a.C. al 25000 o al 21000 a.C., di cui abbiamo ampie testimonianze nelle vallate del Váh (Nemšová, Nové Mesto nad Váhom, Vlčkovce nad Váhom, Moravany nad Váhom, Zamarovce, Pruské), presso Nitra, Svodín, Gánovce e, nella Slovacchia orientale, nella valle dell'Ondava (Hrčeľ, Kašov, Cejkov, Zemplín), nei pressi dei confini con l'Ucraina (Vysné Nemecké, Vojnatina) e nella valle dell'Hornád nei pressi dell'aeroporto di Košice (Barca). Gli uomini della cultura gravettiana erano principalmente cacciatori, soprattutto di mammut, assai diffusi nella zona durante il periodo glaciale. Oltre alla pietra lavoravano abilmente l'osso, i palchi e l'avorio, ricavandone oggetti complessi come aghi, cucchiai, mazze, arpioni, lance, ecc. Gli insediamenti, formati da capanne a pianta circolare, aumentarono e divennero più stabili, tanto da essere occupati per diverse migliaia di anni. Gli archeologi hanno rinvenuto anche prime attestazioni di produzione artistica: dipinti rupestri e statuette, fra cui famose "veneri paleolitiche". Il ritrovamento forse più celebre è la statuetta in osso di mammut nota come Venere di Moravany risalente al XXIII millennio a.C. trovata nel 1940 durante degli scavi archeologici a Moravany nad Váhom nei pressi di Piešťany. Numerosi monili fatti con gusci di gasteropodi del periodo Terziario provenienti da
siti limitrofi (Moravany-Žákovská, Podkovice, Hubina e Radošina) testimoniano le prime tracce di scambi commerciali tra il Mediterraneo e l'Europa centro-orientale.
In corrispondenza dell'acme del pleniglaciale würmiano intorno al 20000 a.C., le culture gravettiane europee si differenziarono. In Europa centro-orientale si svilupparono complessi detti epigravettiani, paralleli a quelli magdaleniani occidentali. In Slovacchia ne è un esempio il sito di Veľká Ves nad Ipľom.

L'instabilità climatica e la fine della glaciazione Würm (12000 a.C.) provocarono forti mutamenti ambientali. Sparirono i gruppi di cacciatori, la densità abitativa scese sensibilmente e la Slovacchia si spopolò. L'industria litica produceva oggetti di piccole dimensioni (microliti), realizzati in materiale locale, segno della fine delle reti di scambio fra gruppi diversi. Rimangono testimonianze delle culture mesolitiche sia in Slovacchia orientale (tardenoisiano) che occidentale (sauveteriano).

### Neolitico

Mappa del Neolitico europeo nel periodo 4500-4000 a.C.

La transizione al neolitico in Europa centro-orientale avvenne a partire dall'inizio del VI millennio a.C. Fu quasi sicuramente frutto di migrazioni e mostra l'avvento delle prime tecniche agricole e della pastorizia. Si diffusero nuove tecniche di lavorazione della pietra, della ceramica e delle fibre tessili. A partire dal neolitico il territorio slovacco mostra la presenza di attività commerciali di conchiglie, ambra, monili e armi. La cultura di questo periodo prende il nome di cultura danubiana.
Più in particolare, la Slovacchia occidentale sperimentò la cultura della ceramica lineare (occidentale), mentre in Slovacchia orientale la cultura dei "gracili popoli mediterranei" Starčevo-Körös, sviluppatasi lungo il fiume Tisza, cedette il passo alla cultura dell'Alföld, prima variante della cultura della ceramica lineare orientale.

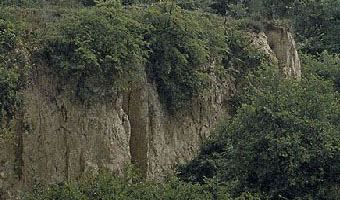
Löss slovacco. I löss erano i suoli preferite dall'insediamento neolitico antico.

I gruppi umani che popolarono la parte occidentale all'inizio del neolitico risalirono i corsi dei fiumi tributari del Danubio (il Hron, il Morava, il Váh - e i suoi tributari Nitra e Dudváh), insediandosi sulle fertili terrazze di löss. I manufatti in ceramica più antichi sono per lo più di bassa qualità, privi di decorazioni e cotti a basse temperature. Non mancano però esempi di decorazioni schematiche "a spina di pesce" e persino figurine antropomorfe e zoomorfe.

Nella parte orientale l'attenuarsi dell'influenza della cultura di Starčevo-Körös portò a una diversificazione culturale fra l'area di Košice e del Šariš (caratterizzate da ceramiche decorate a incisione) e quella riconducibile alla grande pianura ungherese, nell'estremo sud-est della Slovacchia (caratterizzate da ceramiche dipinte). In generale, la cultura della ceramica orientale mostra una assai più grande varietà di forme e decorazioni rispetto a quella occidentale.

Il neolitico intermedio (dalla fine del VI millennio a.C. alla metà del V millennio a.C.) nella Slovacchia occidentale vide l'apice della cultura della ceramica lineare. Si diffuse l'uso della "casa lunga" come tipica struttura abitativa e le sepolture iniziarono ad essere raggruppate in necropoli poste all'esterno dei centri abitati. I corpi dei defunti erano inumati in fosse ovali in posizione flessa, a volte accompagnate da corredi (vasellame, asce, arnesi di pietra, conchiglie e - raramente - collane). Nella produzione ceramica si diffuse l'uso di decorazioni "a note musicali" (cultura della ceramica a note musicali) e si modificò la forma del vasellame, spesso dotato di un collo. Nel sud-ovest della Slovacchia, dalla cultura della ceramica lineare si sviluppò la cosiddetta "cultura Želiezovce", caratterizzata dall'introduzione di nuovi strumenti, come ad esempio trapani per bucare le pietre, e di magazzini per lo stoccaggio dei cereali. In questo periodo si riscontrano tracce di migrazioni su larga scala, risultanti da improvvisi cambiamenti climatici ed ambientali. Alcuni gruppi giunsero nella zona di Spiš dalla Polonia meridionale, altri provenienti dal sud si insediarono fra Banská Bystrica e Zvolen.

Mappa del neolitico europeo all'apogeo dell'espansione danubiana, 3500 a.C. ca.

In alcune zone della Slovacchia orientale si diffuse la cultura di Bükk, portata da uomini cro-magnonidi di probabile origine mesolitica provenienti dai monti Bükk dell'odierna Ungheria, i quali intrattenevano numerosi scambi commerciali con le circostanti popolazioni neolitiche. I portatori della cultura di Bükk lavoravano e commerciavano la preziosa ossidiana, producevano ceramiche più pregiate e variegate, riccamente decorate con motivi derivati dalla vicina cultura lineare orientale. Abitavano soprattutto zone sopraelevate (colline, burroni, pendii) situate in posizioni strategiche facilmente difendibili e frequentavano le numerose caverne nel territorio slovacco orientale (fra cui spicca il grande complesso carsico di Baradla-Domica, già utilizzato a partire dal paleolitico superiore) per fini più rituali che abitativi.

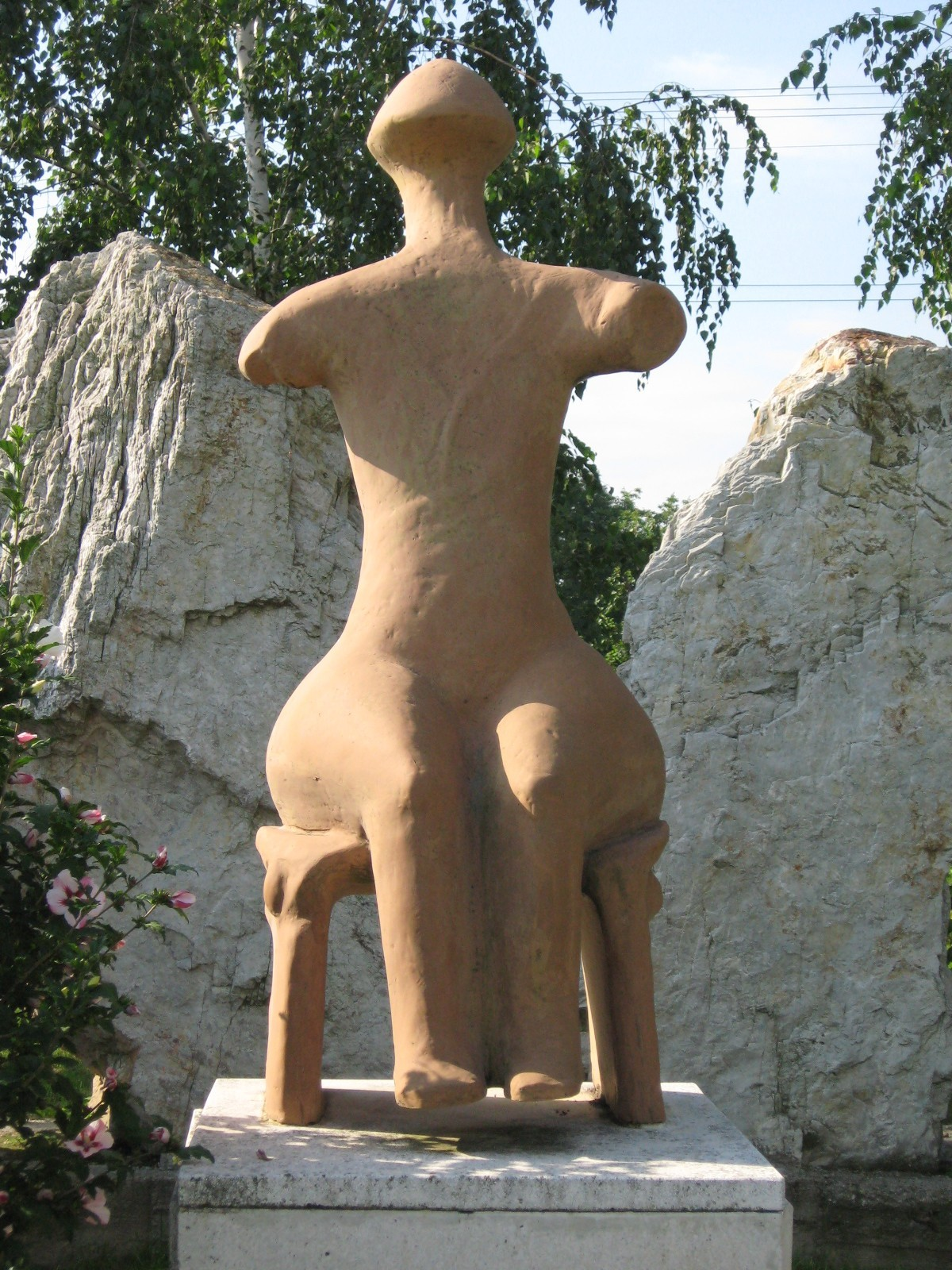
Copia della venere ritrovata a Nitriansky Hrádok, presso Šurany.

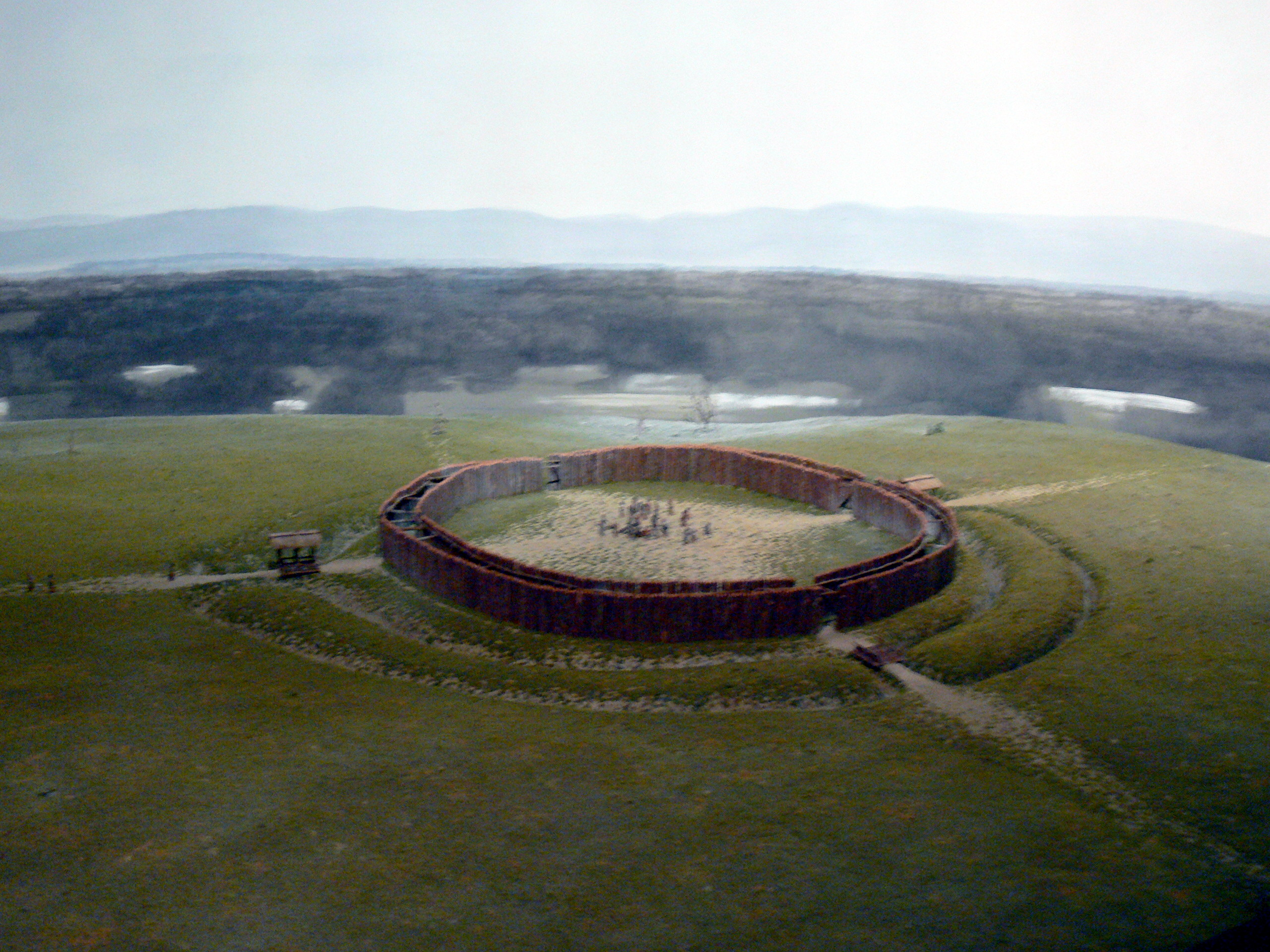
Ricostruzione di un fossato circolare neolitico (4840-4590 a.C.) al Museo Quintana di Künzing.

Nel tardo neolitico (dalla metà del V all'inizio del IV millennio a.C.) tutta l'Europa centro-orientale e balcanica sperimentò il passaggio a culture dalla ceramica dipinta. In questo contesto, la cultura di Lengyel in Slovacchia occidentale si situa in continuità con la cultura Želiezovce. Il passaggio fu forse dovuto all'integrazione fra le popolazioni mesolitiche cro-magnonidi con quelle neolitiche dei "gracili mediterranei". Si registrano cambiamenti negli oggetti comuni (recipienti più complessi, dotati di piedi e ampiamente dipinti) e nelle armi (sono state rinvenute numerose punte di frecce, asce e mazze da combattimento). La dieta, prima prevalentemente a base di animali domestici, venne integrata con cacciagione, mentre nelle necropoli (il sito più importante è Mlynárce presso Nitra) coesistono sepolture per inumazione e per cremazione.
La cultura di Lengyel fu caratterizzata da un incredibile aumento della densità degli insediamenti, i più grandi dei quali erano dotati di "fossati circolari", architetture preistoriche composte da uno o più fossati concentrici e palizzate (siti di Svodín, Bučany, Borová - Ružindol, Nitriansky Hrádok). La funzione di tali strutture è incerta, anche se si ritiene che non avessero funzioni difensive, bensì religiose, data anche la loro particolare orientazione astronomica. Sistemazioni del genere sono state ritrovate in tutta l'Europa centrale. La loro improvvisa scomparsa, dopo un tempo relativamente breve, pare essere stata a volte violenta, poiché molte di esse furono rase al suolo. In questi siti sono state ritrovate anche alcune figurine plastiche fra cui la "Venere di Hrádok".

## Età dei metalli

### Età del rame
Durante l'età del rame in Slovacchia si verificarono cambiamenti radicali delle strutture economiche e sociali, con conseguenze sull'insediamento, sul commercio, sui modelli culturali e religiosi. Vennero introdotte nuove tecniche agricole (primordiali aratri, gioghi, l'uso di buoi da tiro...). Lo sviluppo della manifattura locale del rame, soprattutto nella Slovacchia centrale ed occidentale, divenne presto un'importante fonte di ricchezza per le popolazioni locali. L'uso dei metalli velocizzò il processo di differenziazione delle proprietà e rinforzò la posizione sociale maschile, con il passaggio a strutture marcatamente patriarcali. Assieme ad insediamenti fortificati su zone elevate coesistevano comunità agricole sparse nelle zone pianeggianti.
Nella parte occidentale del paese permase inizialmente la cultura di Lengyel, sebbene gli insediamenti si spostarono verso le zone elevate e verso nord. La ridotta dimensione delle case negli insediamenti (Brodzany, Branč e Jelšovce), così come quella dei cimiteri (ancora bi-rituali), fa pensare ad un passaggio a strutture familiari più ridotte. Si assiste ad una rinnovata frequentazione delle grotte, in una delle quali (Lisková) è stata ritrovata una statuetta metallica di un toro da tiro risalente al IV millennio a.C.

Dall'incontro fra la cultura nordica del bicchiere imbutiforme e quella meridionale del lago Balaton si sviluppò in Slovacchia occidentale (ma anche in Moravia e Bassa Austria) la manifattura di ceramiche di tipo "Retz-Bajč", caratterizzate da profonde incisioni riempite con pasta bianca, forse usate a scopo rituale. Allo stesso tempo fiorì la metallurgia del rame, con produzione di daghe, asce, asce da guerra, cunei e scalpelli.
Nella zona orientale del paese si registra una continuità con la cultura tardo-neolitica di Tiszapolgár, la quale giunse progressivamente ad altissime quantità di produzione di rame. Il ritrovamento di blocchi di selce pesanti fino a 20 kg importati dall'Ucraina testimoniano la presenza di direttrici commerciali di lunga distanza, nonché lo sviluppo delle tecniche di trasporto. In questo periodo infatti si attesta per la prima volta l'uso del cavallo, probabilmente sotto l'influenza di popolazioni nomadiche orientali.
A partire dalla seconda metà del IV millennio a.C., e per quasi mille anni, l'intera Slovacchia venne unificata sotto la Cultura di Baden. Tipiche di questo periodo sono tazze con anse sporgenti verso l'alto, ceramiche decorate con motivi geometrici a lisca di pesce o a zig-zag. Vennero occupate nuove valli mentre i siti strategici localizzati in posizioni elevate e fortificati (es. Bratislava, Devín) spesso mantennero la loro funzione fino al Medioevo. La cultura religiosa aveva un ruolo di primo piano, con la presenza di statuette di idoli, cerimonie rituali nelle caverne e sepolture bi-rituali, con prevalenza dell'inumazione nella parte occidentale e cremazione in quella orientale.

### Età del Bronzo

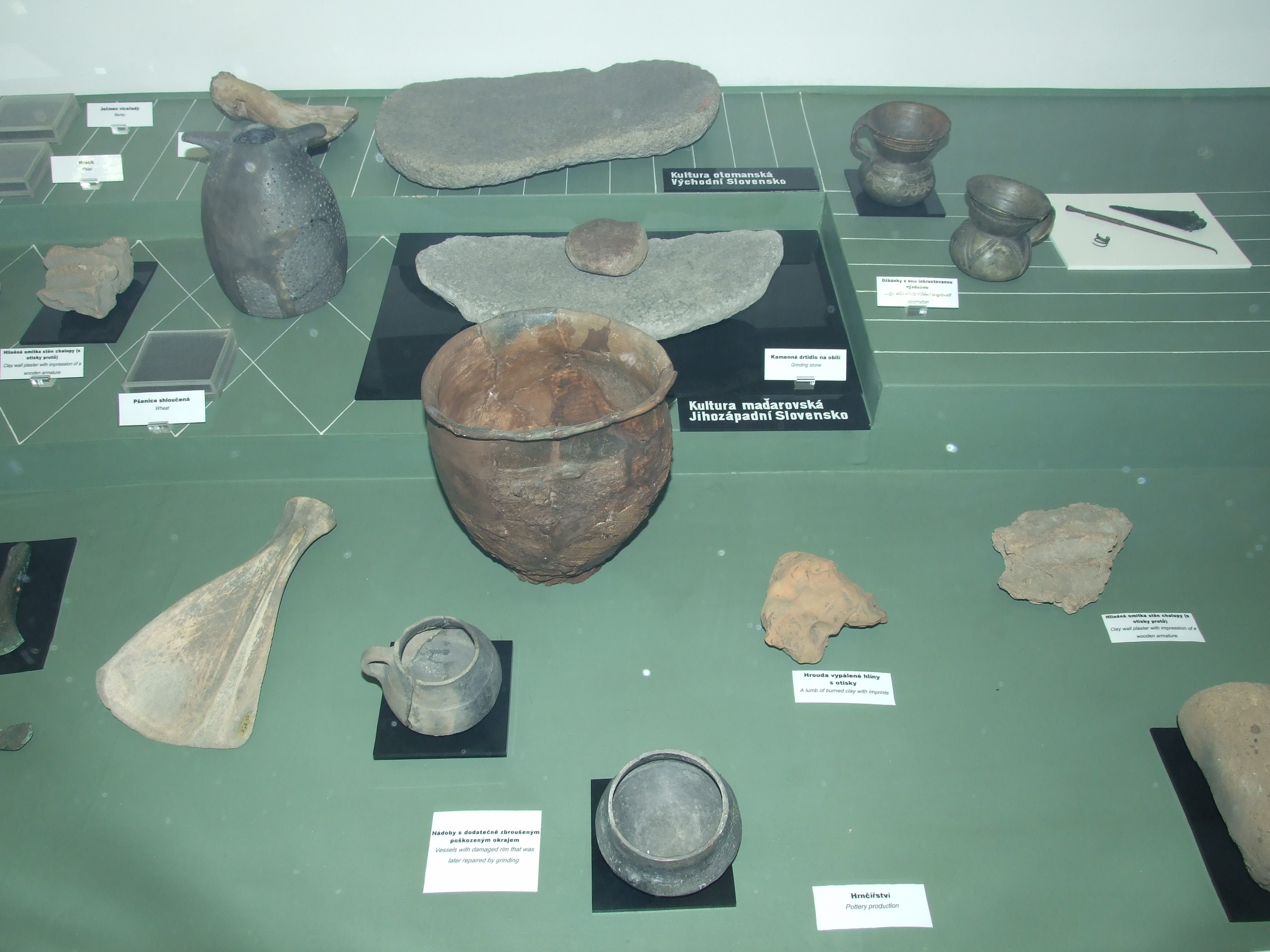
Utensili della prima età del bronzo slovacca (cultura di Maďarovce).

L'età del Bronzo in Slovacchia è datata fra il 2300 a.C. e il 750 a.C. A questo periodo appartiene la cultura funeraria dei tumuli, presenti nel territorio slovacco nelle varianti carpatica e del medio Danubio.
A Vráble è stato rinvenuto uno dei più grandi insediamenti dell'età del Bronzo in Europa (circa 20 ettari), attribuito alla cultura di Maďarovce. Era abitato da circa 1000 persone, dotato di strade e tre fossati a rinforzo delle fortificazioni.
Dopo la scomparsa delle civiltà di Čakany e Velatice, il popolo residente in Lusazia (Cultura lusaziana) si espanse edificando robuste e complesse fortificazioni, con la comparsa di ampie abitazioni e di centri amministrativi, e una sostanziale crescita nel commercio e nelle tecniche agricole.
Durante questa fase la differenziazione e la ricchezza delle sepolture iniziò a diversificarsi notevolmente. Gli abitanti della regione slovacca iniziarono a produrre diversi manufatti, quali armi, scudi, monili, piatti e statue. L'arrivo delle nuove comunità tribali dalla Tracia distrussero la civiltà del gruppo locale di Calenderberg, che viveva in piccoli villaggi rurali nella pianura di Sereď e le loro fortezze sulla sommità dei monti Smolenice e Molpír.

### Età del Ferro
Il potere locale dei principi della Cultura di Hallstatt scomparve nel territorio slovacco durante l'ultimo periodo dell'età del Ferro, dopo i conflitti scoppiati tra il popolo Scito-Trace e le tribù celtiche che avanzavano da sud verso nord seguendo i corsi d'acqua della regione. La vittoria finale dei Celti segnò l'inizio della tarda età del Ferro. La loro occupazione del territorio slovacco ebbe termine con l'inizio delle incursioni delle popolazioni germaniche e con l'espansione dell'Impero Romano.